# Янг, Дональд
Дональд Оливер Янг-младший (англ. Donald Oliver Young, Jr.; род. 23 июля 1989, Чикаго, США) — американский теннисист. Финалист одного турнира Большого шлема в парном разряде (Открытый чемпионат Франции-2017) и одного турнира Большого шлема в смешанном парном разряде (Открытый чемпионат США-2024).
Победитель двух юниорских турниров Большого шлема в одиночном разряде (Открытый чемпионат Австралии-2005, Уимблдон-2007) и одного юниорского турнира Большого шлема в парном разряде (Открытый чемпионат США-2005); победитель одиночного турнира Orange Bowl (2003, турнир среди 16-летних); победитель одиночного турнира Les Petits As (2003); бывшая первая ракетка мира в юниорском рейтинге ITF (2005).

## Общая информация
Дональд из теннисной семьи: его родители — Иллона и Дональд-старший — теннисные тренеры и уже в три года впервые дали своему сыну ракетку в руки, проведя для него простейший урок этой игры с мячом.
Любимая поверхность — хард, любимые турниры — Вашингтон и Открытый чемпионат США. Кумирами в мире спорта в детстве были баскетболист Майкл Джордан, теннисист Пит Сампрас и гольфист Тайгер Вудс.
В начале сентября 2024 года после окончания Открытого чемпионата США объявил об окончании карьеры в большом теннисе, и о том что теперь он планирует сосредоточиться на профессиональных выступлениях в пиклболе, где уже провёл 12 турниров.

## Спортивная карьера

### Начало карьеры

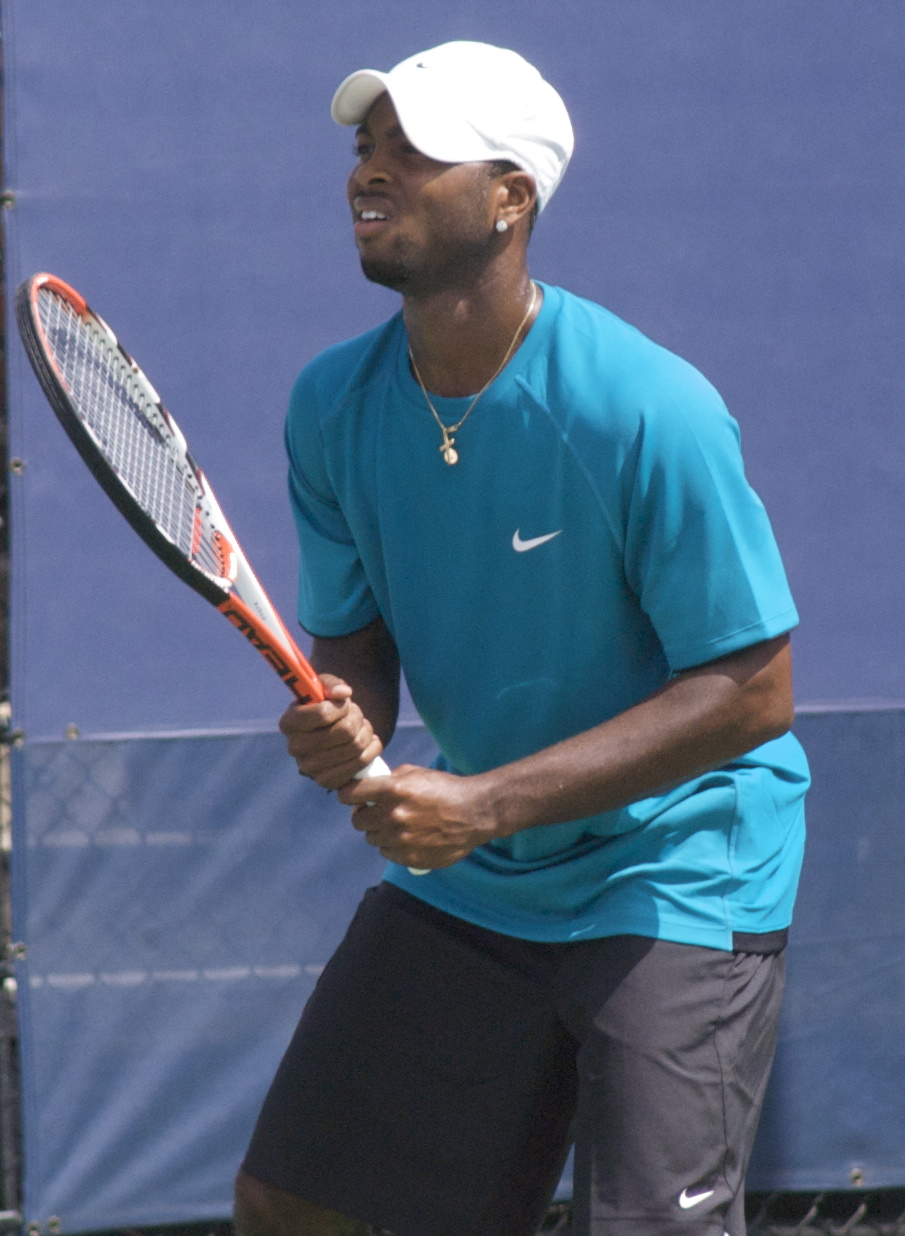
Янг на Открытом чемпионате США 2009 года

Янг обратил на себя внимание уже на юниорском этапе карьеры. В 2003 году он выиграл престижный юниорский турнир Orange Bowlв возрастной группе до 16-ти лет, а в декабре 2004 года вышел в финал уже в возрастной группе до 18 лет (на тот момент Янгу исполнилось 15 лет). В январе 2005 года Дональд великолепно сыграл на Открытом чемпионате Австралии среди юношей, сумев победить в одиночном разряде, а также выйти в финал в парном (в дуэте с Тимо де Баккером). После этого успеха американец возглавил юниорский рейтинг. В сентябре он выиграл парные юниорские соревнования на Открытом чемпионате США совместно с Алексом Клейтоном. Юниорские выступления Янг продолжал до 18-летия и последним для него стал юниорский Уимблдонский турнир, который он смог выиграть в июле 2007 года.
Первые выступления на взрослом уровне пришлись на 2004 год. В феврале 2005 года он дебютировал в основной сетке турнира ATP-тура, получив уайлд-кард в Сан-Хосе. В сентябре он также дебютировал на турнирах серии Большого шлема, сыграв на Открытом чемпионате США. Становление хорошей игры на взрослом уровне заняло несколько лет. В 2007 году Янг победил на первом турнире из серии «фьючерс» и первом турнире серии «челленджер» в одиночном разряде на соревновании в Аптосе. Обыграв Криса Гуччионе — 6:7(2), 6:3, 6:2, 6:3 и пройдя на отказе Марка Жикеля в августе 2007 он впервые дошел до третьего круга турнира из серии Большого шлема Открытом чемпионате США. Путь дальше ему преградил Фелисиано Лопес — 6:3, 3:6, 6:7(5), 5:7. Осенью Янг четыре раза смог выйти в финал на «челленджерах», что позволило в конце года войти в топ-100 мирового рейтинга, хотя в начале сезона он был в конце пятой сотни.
Начав сезон 2008 года игроком первой сотни, Янг стал постоянно играть турниры основного тура. В феврале ему удалось дойти до четвертьфинала на турнире в Мемфисе. В марте вышел в третий круг престижного теннисного турнира в Индиан-Уэлсе. Далее результаты Янга несколько упали и летом он потерял место в топ-100. В октябре Дональд победил на турнире «челленджере» в Сакраменто. Следующий титул он завоевал в октябре 2009 года на «челленджере» в Калабасасе. В 2010 году Янг пытается вернуться в первую сотню рейтинга, но третий сезон подряд в основном занимает позиции во второй сотне. В мае он выиграл ещё один «челленджер» в Карсоне.

### 2011—2015 (первые финалы в туре и пик карьеры)

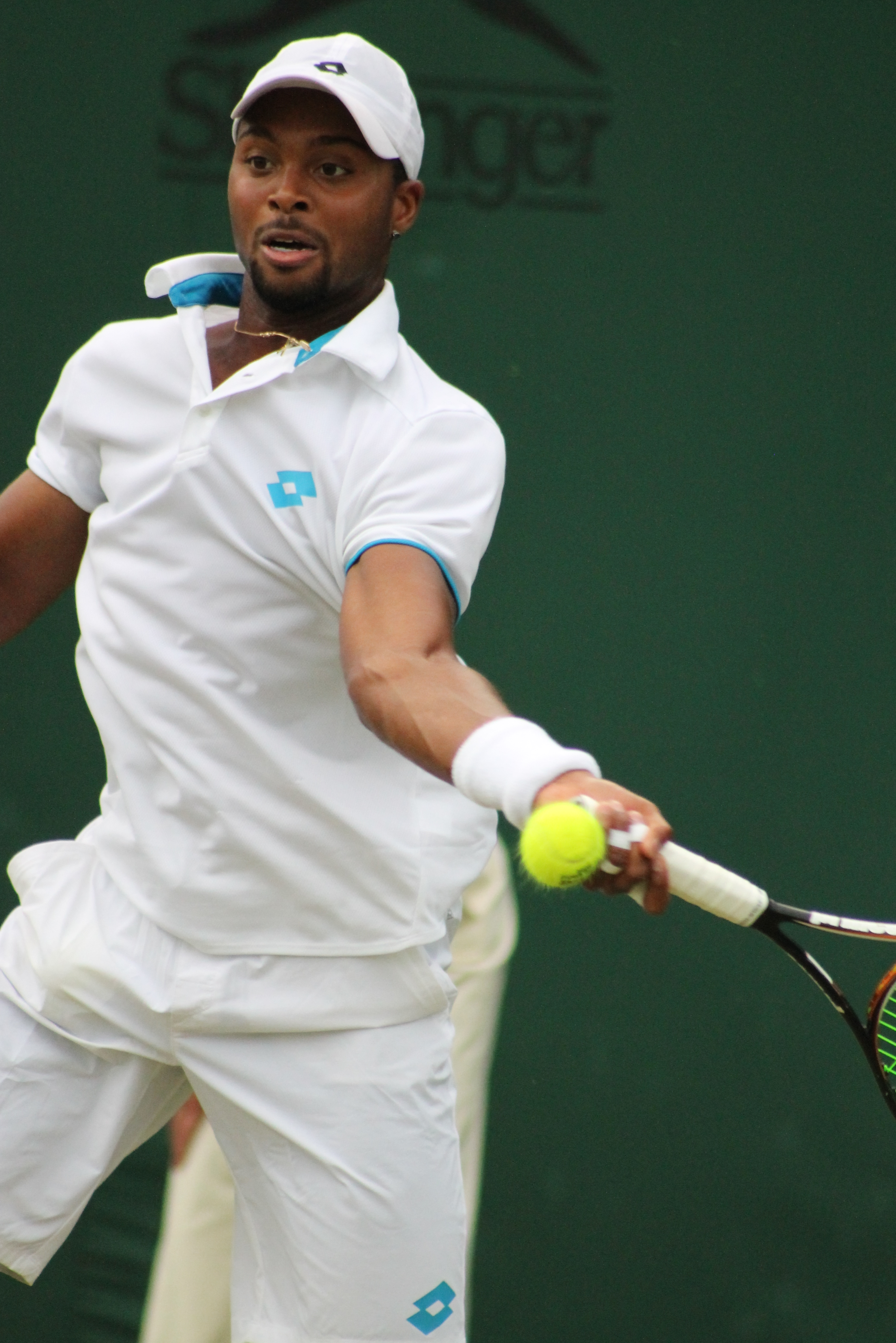
Янг на Уимблдоне 2014 года

В 2011 году Янг смог улучшить свои показатели. В марте 2011 года на турнире серии Мастерс в Индиан-Уэлсе ему удалось выйти в третий круг, переиграв на своем пути 47-го на тот момент в мире Потито Стараче (2:6, 6:3, 6:3) и пятую ракетку мира Энди Маррея (7:6, 6:3). В апреле Янг завоевал пятый титул в карьере на турнирах из серии «челленджер». Произошло это событие на турнире в Таллахасси, после чего американцу удалось вернуться в топ-100. В Вашингтоне в июле 2011 года ему впервые удается дойти до полуфинала на турнире ATP. На Открытом чемпионате США он переиграл таких теннисистов как Лукаш Лацко — 6:4, 6:2, 6:4, Стэн Вавринка — 7:6(7), 3:6, 2:6, 6:3, 7:6(1) и Хуан Игнасио Чела — 7:5, 6:4, 6:3 и впервые дошёл до четвёртого круга Большого шлема, где уступил Энди Маррею со счётом 2:6, 3:6, 3:6. В сентябре Янг сыграл и дебютный финал в Мировом туре — на турнире в Бангкоке. В полуфинале он второй раз в сезоне переиграл теннисиста из топ-10 — № 9 в мире Гаэля Монфиса (4:6, 7:6, 7:6). В решающем матче он вновь проиграл Энди Маррею и на этот раз разгромно — 2:6, 0:6. После турнира в Бангкоке Янг переместился в топ-50, а по итогам года занял 39-ю позицию рейтинга.
В феврале 2012 года Янг достиг пиковой для своей карьеры — 38-й строчки одиночного рейтинга. В целом в этом сезоне наметился существенный спад в игре американца. Он выдал серию из 17-ти поражений подряд и в целом за год сумел победить только в пяти матчах. Кризис отразился на рейтинге и Дональд опустился в конец второй сотни. В 2013 году ему удалось улучшить игру. В апреле он выиграл «челленджер» в мексиканском городе Леон-де-лос-Альдама. На Открытом чемпионате США он смог впервые в сезоне пробиться через квалификацию в основной турнир и доиграть до второго раунда. Оснью Янг смог выиграть два «челленджера» подряд, которые проводились в США и под конец сезона вернулся в первую сотню рейтинга.
Следующие четыре сезона Янг проводит игроком топ-100, стабильно играя на турнирах основного тура. На Открытом чемпионате Австралии 2014 года ему удалось улучшить свой результат и впервые дойти до третьего раунда этого Большого шлема. После выступления в Мельбурне Янг получил первый вызов в сборную США в играх Кубка Дэвиса. Он провёл одну игру в первом раунде против Великобритании, в которой не смог одолеть лидера британцев Энди Маррея. В апреле он доиграл до четвертьфинала турнира в Хьюстоне. На Ролан Гаррос Янгу, как и в Австралии, удалось пройти в третий раунд и обновить лучшее достижение на турнире. Заметного результата он добился летом на турнире в Вашингтоне, где смог выиграть четыре матча подряд и пройти в полуфинал. На Открытом чемпионате США Янг смог выйти в полуфинал в миксте, где сыграл в одной команде с Тейлор Таунсенд.
В январе 2015 года Янг доиграл до 1/4 финала на турнире в Окленде. В феврале в Мемфисе он смог выйти в полуфинал, а в парном разряде в альянсе с Артёмом Ситаком достиг финала. На следующем для себя турнире в Делрей-Бич Янг второй раз в карьер сыграл в одиночном финале основного тура. Его соперником стал опытный хорват Иво Карлович, которому Дональд проиграл со счётом 3:6, 3:6. Хорошие результаты позволили ему на время вернуться в топ-50 мирового рейтинга. В марте Янг во второй раз в карьере был заигран за сборную в Кубке Дэвиса. Как и год назад, он играл в первом раунде против Великобритании. Первый матч Янг проиграл Энди Маррею, а уже не в решавшем судьбу противостояния пятом матче на отказе обыграл Джеймса Уорда и британцы снова обыграли сборную США. За сезон Янг дважды достигал третьего раунда на турнирах серии Мастерс: в марте в Индиан-Уэлсе и в августе в Монреале, где к тому же во втором раунде нанёс поражение № 6 в мире Томашу Бердыху (7:6, 6:3). На Открытом чемпионате США ему во второй раз в карьере удалось выйти в четвёртый раунд. Осенью лучшим результатом стал четвертьфинал зального турнира в Базеле. Второй раз в карьере Янг закончил год в топ-50, заняв 48-ю строчку рейтинга.

### 2016—2022 (парный финал на Ролан Гаррос и спад игры)

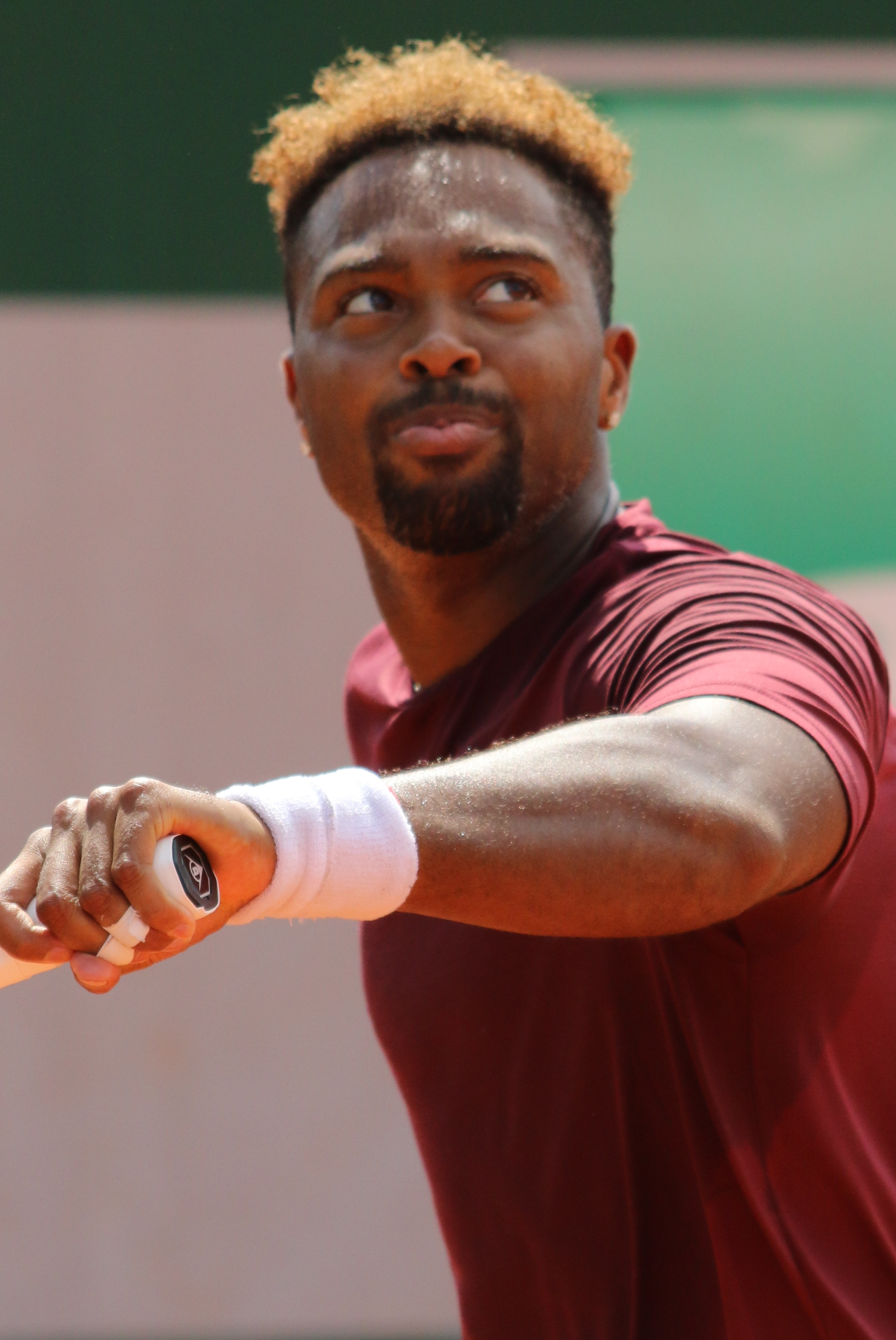
Янг на Ролан Гаррос 2018 года

В 2016 году результаты немного упали, однако Янг удерживал место в топ-100 рейтинга. В феврале он вышел в 1/4 финала в Мемфисе. В июле ему удалось выйти в полуфинал в Ньюпорте, а в начале августа в четвертьфинал в Атланте.
В феврале 2017 года Янг вышел в полуфинал на турнирах в Мемфисе и в Делрей-Бич. На весенних Мастерсах в Индиан-Уэлсе и Майами Янг смог выиграть по три матча и впервые пройти в четвёртый раунд на данных турнирах. Грунтовый отрезок он провёл плохо, однако смог преподнести сюрприз на главном грунтовом турнире — Ролан Гаррос. В парном разряде он выступил на французском Большом шлеме в дуэте с довольно известным парником Сантьяго Гонсалесом. Их пара смогла выступить довольно хорошо и достичь финала. В борьбе за первый в карьере Большой шлем они проиграли другим дебютантом финала на таком уровне Майклу Винусу и Райану Харрисону. В июне Янг смог выйти в 1/4 финала турниров на траве в Лондоне и Истборне. Ещё один раз в четвертьфинал он вышел осенью на турнире в Шэньчжэне.
С 2018 года в игре Янга наметился спад в игре. В марте он потерял место в первой сотне и стал играть из-за низкого рейтинга в основном на «челленджерах». К концу года он опустился уже в третью сотню рейтинга, выступая последующие сезона на этом уровне.

## Рейтинг на конец года
| Год  | Одиночный рейтинг | Парный рейтинг |
| 2023 | 1089              |                |
| 2022 | 579               | 2027           |
| 2021 | 411               | 452            |
| 2020 | 323               | 339            |
| 2019 | 230               | 233            |
| 2018 | 248               | 193            |
| 2017 | 61                | 49             |
| 2016 | 88                | 172            |
| 2015 | 48                | 114            |
| 2014 | 57                | 279            |
| 2013 | 96                | 389            |
| 2012 | 190               | 247            |
| 2011 | 39                | 414            |
| 2010 | 127               | 246            |
| 2009 | 194               | 489            |
| 2008 | 138               | 464            |
| 2007 | 100               | 208            |
| 2006 | 494               | 997            |
| 2005 | 553               | 1 426          |
| 2004 | 1 272             |                |

По данным официального сайта ATP на последнюю неделю года.

## Выступления на турнирах

### Финалы турнировATPв одиночном разряде (2)

#### Поражения (2)
| Легенда                    |
| -------------------------- |
| Турниры Большого шлема (0) |
| Итоговый турнир ATP (0)    |
| Мастерс (0)                |
| АТР 500 (0)                |
| АТР 250 (0)                |

| Титулы по покрытиям | Титулы по месту проведения матчей турнира |
| ------------------- | ----------------------------------------- |
| Хард (0)            | Зал (0)                                   |
| Грунт (0)           | Зал (0)                                   |
| Трава (0)           | Открытый воздух (0)                       |
| Ковёр (0)           | Открытый воздух (0)                       |

| №  | Дата            | Турнир           | Покрытие   | Соперник в финале | Счёт    |
| 1. | 2 октября 2011  | Бангкок, Таиланд | Хард (зал) | Энди Маррей       | 2-6 0-6 |
| 2. | 22 февраля 2015 | Делрей-Бич, США  | Хард       | Иво Карлович      | 3-6 3-6 |

### Финалы челленджеров и фьючерсов в одиночном разряде (18)

#### Победы (9)
| Титулы             |
| Челленджеры (8+4*) |
| Фьючерсы (1+2)     |

| Титулы по покрытиям | Титулы по месту проведения матчей турнира |
| ------------------- | ----------------------------------------- |
| Хард (9+5*)         | Зал (0+3)                                 |
| Грунт (0+1)         | Зал (0+3)                                 |
| Трава (0)           | Открытый воздух (9+3)                     |
| Ковёр (0)           | Открытый воздух (9+3)                     |

* количество побед в одиночном разряде + количество побед в парном разряде.
| №  | Дата             | Турнир                       | Покрытие | Соперник в финале | Счёт        |
| 1. | 22 апреля 2007   | Литл-Рок, США                | Хард     | Кэй Нисикори      | 6-2 6-2     |
| 2. | 22 июля 2007     | Аптос, США                   | Хард     | Бобби Рейнольдс   | 7-5 6-0     |
| 3. | 12 октября 2008  | Сакраменто, США              | Хард     | Роберт Кендрик    | 6-4 6-1     |
| 4. | 25 октября 2009  | Калабасас, США               | Хард     | Майкл Расселл     | 7-6(4) 6-1  |
| 5. | 30 мая 2010      | Карсон, США                  | Хард     | Роберт Кендрик    | 6-4 6-4     |
| 6. | 16 апреля 2011   | Таллахасси, США              | Хард     | Уэйн Одесник      | 6-4 3-6 6-3 |
| 7. | 7 апреля 2013    | Леон-де-лос-Альдама, Мексика | Хард     | Джимми Ван        | 6-2 6-2     |
| 8. | 29 сентября 2013 | Напа, США                    | Хард     | Мэттью Эбден      | 4-6 6-4 6-2 |
| 9. | 6 октября 2013   | Сакраменто, США              | Хард     | Тим Смычек        | 7-5 6-3     |

#### Поражения (9)
| №  | Дата             | Турнир          | Покрытие   | Соперник в финале | Счёт           |
| 1. | 14 января 2007   | Тампа, США      | Хард       | Михаэль Ламмер    | 6-1 3-6 1-6    |
| 2. | 30 сентября 2007 | Талса, США      | Хард       | Джесси Уиттен     | 6-7(8) 5-7     |
| 3. | 21 октября 2007  | Калабасас, США  | Хард       | Роберт Кендрик    | 6-3 6-7(4) 4-6 |
| 4. | 4 ноября 2007    | Луисвилл, США   | Хард (зал) | Маттиас Бахингер  | 6-0 5-7 3-6    |
| 5. | 17 ноября 2007   | Шампейн, США    | Хард (зал) | Джесси Левайн     | 6-7(4) 6-7(4)  |
| 6. | 2 ноября 2008    | Луисвилл, США   | Хард (зал) | Роберт Кендрик    | 1-6 1-6        |
| 7. | 25 апреля 2009   | Таллахасси, США | Хард       | Джон Изнер        | 5-7 4-6        |
| 8. | 18 июля 2010     | Аптос, США      | Хард       | Маринко Матошевич | 4-6 2-6        |
| 9. | 8 мая 2011       | Саванна, США    | Грунт      | Уэйн Одесник      | 4-6 4-6        |

### Финалы турниров Большого шлема в парном разряде (1)

#### Поражения (1)
| №  | Год  | Турнир                     | Покрытие | Партнёр           | Соперники в финале         | Счёт              |
| 1. | 2017 | Открытый чемпионат Франции | Грунт    | Сантьяго Гонсалес | Майкл Винус Райан Харрисон | 6-7(5) 7-6(4) 3-6 |

### Финалы турнировATPв парном разряде (2)

#### Поражения (2)
| №  | Дата            | Турнир                     | Покрытие   | Партнёр           | Соперники в финале                   | Счёт              |
| 1. | 15 февраля 2015 | Мемфис, США                | Хард (зал) | Артём Ситак       | Сантьяго Гонсалес Мариуш Фирстенберг | 7-5 6-7(1) [8-10] |
| 2. | 10 июня 2017    | Открытый чемпионат Франции | Грунт      | Сантьяго Гонсалес | Майкл Винус Райан Харрисон           | 6-7(5) 7-6(4) 3-6 |

### Финалы челленджеров и фьючерсов в парном разряде (15)

#### Победы (6)
| №  | Дата            | Турнир                 | Покрытие    | Партнёр        | Соперники в финале               | Счёт           |
| 1. | 3 февраля 2007  | Сан-Хосе, Коста-Рика   | Хард        | Патрик Брайауд | Матей Боцко Ян Станчик           | 6-3 6-3        |
| 2. | 17 февраля 2007 | Джоплин, США           | Хард (зал)  | Патрик Брайауд | Горан Драгичевич Мирко Пехар     | 6-4 6-4        |
| 3. | 22 апреля 2007  | Литл-Рок, США          | Хард        | Кэй Нисикори   | Брайан Уилсон Брэндан Эванс      | 7-6(5) 6-4     |
| 4. | 13 мая 2007     | Туника-Ресортс, США    | Грунт (зал) | Пол Голдстейн  | Пабло Куэвас Орасио Себальос     | 4-6 6-1 [10-4] |
| 5. | 7 ноября 2010   | Шарлотсвилл, США       | Хард (зал)  | Роберт Кендрик | Райлер Дехарт Пьер-Людовик Дюкло | 7-6(5) 7-6(3)  |
| 6. | 6 января 2019   | Нумеа, Новая Каледония | Хард        | Дастин Браун   | Сем Вербек Андре Йёранссон       | 7-5 6-4        |

#### Поражения (9)
| №  | Дата            | Турнир           | Покрытие   | Партнёр           | Соперники в финале             | Счёт                 |
| 1. | 15 января 2006  | Тампа, США       | Хард       | Алекс Клейтон     | Алекс Кузнецов Хория Текэу     | 6-7(9) 3-6           |
| 2. | 11 марта 2007   | Мак-Аллен, США   | Хард       | Питер Полански    | Патрик Брайауд Лесли Джозеф    | 5-7 3-6              |
| 3. | 5 августа 2007  | Ванкувер, Канада | Хард       | Алекс Кузнецов    | Рик де Вуст Эшли Фишер         | 1-6 2-6              |
| 4. | 1 февраля 2009  | Карсон, США      | Хард       | Лестер Кук        | Скотт Липски Дэвид Мартин      | 6-7(3) 6-4 [6-10]    |
| 5. | 10 октября 2010 | Сакраменто, США  | Хард       | Николас Монро     | Рик де Вуст Изак ван дер Мерве | 6-4 4-6 [7-10]       |
| 6. | 6 октября 2013  | Сакраменто, США  | Хард       | Джармере Дженкинс | Мэтт Рид Джон-Патрик Смит      | 6-7(1) 6-4 [12-14]   |
| 7. | 3 ноября 2013   | Шарлотсвилл, США | Хард (зал) | Джармере Дженкинс | Стив Джонсон Тим Смычек        | 4-6 3-6              |
| 8. | 15 июня 2019    | Колумбус, США    | Хард (зал) | Ханс Хач Вердуго  | Роберто Майтин Джексон Уитроу  | 7-6(4) 6-7(2) [5-10] |
| 9. | 25 апреля 2021  | Таллахасси, США  | Грунт      | Секу Бангура      | Орландо Лус Рафаэл Матос       | 6-7(2) 2-6           |

### Финалы турниров Большого шлема в смешанном парном разряде (1)

#### Поражение (1)
| №  | Год  | Турнир                 | Покрытие | Партнёр         | Соперники в финале           | Счёт       |
| 1. | 2024 | Открытый чемпионат США | Хард     | Тейлор Таунсенд | Сара Эррани Андреа Вавассори | 6-7(0) 5-7 |